# Ricky Ponting
Ricky Thomas Ponting (Launceston, Australia, 19 de diciembre de 1974) es un entrenador de críquet australiano y exjugador de críquet. En octubre de 2003, Ponting fue nombrado jugador de críquet del año de Wisden International. Ponting ha ganado el premio al mejor jugador de Test Cricket de Australia en 2003, 2004 y 2007 y al mejor jugador de One Day International de Australia en 2002 y 2007. La junta australiana de cricket le otorgó la medalla Allan Border en 2004, 2006, 2007 y 2009. En 2021, Ponting fue nombrada Leyenda del Cricket de Australia Post. El 1 de enero de 2017, Ponting fue nombrado entrenador interino de la serie Twenty20 de Australia contra Sri Lanka.

## Trayectoria deportiva
El 15 de febrero de 1995, Ponting hizo su debut en One Day International para Australia contra Sudáfrica. Hizo su debut en Test Cricket contra Sri Lanka el 8 de diciembre de 1995. Ponting fue capitán del equipo de cricket de Australia en dos victorias consecutivas en la Copa del Mundo en 2003 y 2007 (fuera del triplete de Australia en las Copas del Mundo: 1999, 2003, 2007). Australia ganó el ICC Champions Trophy de 2006 en India. Por sus actuaciones en 2006, la ICC lo nombró en el World One Day International XI. También por sus actuaciones en 2006, fue nombrado capitán del World Test Cricket XI por Cricinfo.